# Theridion punongpalayum
Theridion punongpalayum là một loài nhện trong họ Theridiidae.
Loài này thuộc chi Theridion. Theridion punongpalayum được Alberto Barrion & James A. Litsinger miêu tả năm 1995.